# Niketas von Byzanz
Niketas von Byzanz (griechisch Νικήτας Βυζάντιος) war ein byzantinischer Theologe, der zur Zeit Kaiser Michaels III. (842–867) lebte.
Niketas ist insbesondere für seine Widerlegung des Korans bekannt. Sie beruht auf einer heute nicht mehr nachweisbaren, offenbar tendenziösen griechischen Koranübersetzung, die Niketas als erster byzantinischer Schriftsteller verwertete. Sein Hauptwerk ist betitelt Widerlegung des vom Irrtum geleiteten Buches Mohammeds des Arabers. Die Islamkritik des Niketas ist betont rationalistisch; er versucht die gegnerische Lehre mit Syllogismen zu widerlegen. Seine in aggressivem Ton gehaltene Darstellung prägte die Herangehensweise der islamfeindlichen byzantinischen Autoren der folgenden Jahrhunderte. Außerdem verfasste Niketas – wohl im Auftrag Kaiser Michaels – eine Entgegnung auf zwei an den Kaiser gerichtete Briefe aus dem islamischen Machtbereich. 

## Ausgabe und Übersetzung
- Karl Förstel (Hrsg.): Niketas von Byzanz: Schriften zum Islam. I (= Corpus Islamo-Christianum, Series Graeca, Band 5). Echter, Würzburg und Oros, Altenberge 2000 (griechische Texte mit deutscher Übersetzung; enthält: Confutatio falsi libri, quem scripsit Mohamedes Arabs; Epistula I ad Agarenos; Epistula II ad Agarenos)